# كواتريتأونديتا
بلدية كواتريتأونديتا (بالإسبانية: Quatretondeta)‏, هي بلدية تقع في مقاطعة اليكانتي. جنوب شرق إسبانيا. يبلغ عدد سكانها 145 نسمة.